# Bundesautobahn 392
La Bundesautobahn 392 (ou BAB 392, A392 ou Autobahn 392) est une autoroute passant par la Basse-Saxe. Elle mesure 3 kilomètres.